# Morlupo
Morlupo est une commune italienne d'environ 8 669 habitants, située dans la ville métropolitaine de Rome Capitale, dans la région Latium, en Italie centrale.

## Histoire
Morlupo se trouvait sur le territoire des Capenati, à moins de 4 km au Sud-Ouest de leur capitale, Capena, entre les terres des Falisques et celles des Etrusques de Veis. 
Veis tomba aux mains des Romains en 396 av. J.-C., les Capénates leurs alliés durent également se soumettre l'année suivante.

## Monuments et patrimoine

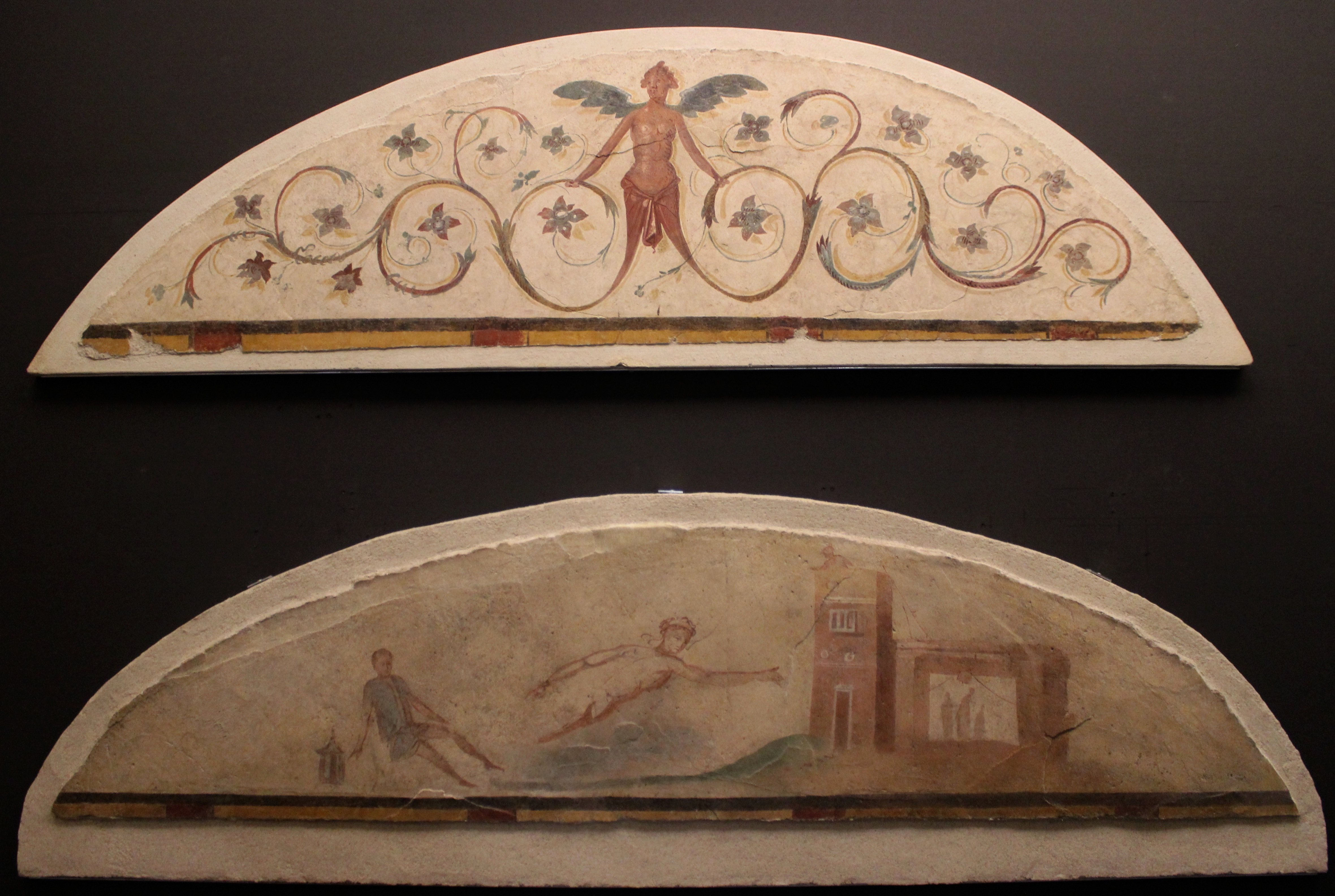
Fresques du tombeau de Morlupo

Morlupo est une des communes du Parc régional de Véies, avec Campagnano di Roma, Castelnuovo di Porto, Formello, Magliano Romano, Mazzano Romano, Morlupo, Riano, Sacrofano et le municipio XV de la ville de Rome. Une tombe peinte datée des années 30 après J-C y a été découverte. Les fresques en sont conservées au Palais Massimo alle Terme de Rome.

## Administration
| Période                                  | Période  | Identité         | Étiquette                | Qualité |
| ---------------------------------------- | -------- | ---------------- | ------------------------ | ------- |
| 11 juin 2018                             | en cours | Ettore Iacomussi | Lista civica Il girasole | Maire   |
| Les données manquantes sont à compléter. |          |                  |                          |         |

### Communes limitrophes
Capena, Castelnuovo di Porto, Magliano Romano, Rignano Flaminio